# Ayotl

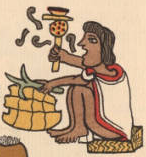
Ayotl

El ayote o ayotl (del Nahuatl tortuga) es un instrumento de percusión de origen mesoamericano. Se trata de una concha de tortuga que se golpea o se raspa con un cuerno de venado o un palo de madera.  El ayotl se puede tocar sujetándolo bajo el brazo o recargándolo en una superficie, y se puede percutir en ambos lados de la concha, ya sea en la parte convexa o en la parte plana.
Sahagún describe su uso "...en celebración de muerte, en la fiesta en honor a los dioses de la lluvia en el Etzalqualiztli, en la fiesta de los dioses de la montaña en el Atemoztli, en las danzas de las mujeres y en otras ocasiones. También lo usan en Guatemala.